# Гориче (Постојна)
Гориче (словен. Goriče,   или Karantanienberg, итал. Goricce или Carentano) је насељено место у општини Постојна, Приморско-нотрањска регија, Словенија.

## Историја
До територијалне реорганизације у Словенији било је у саставу старе општине Постојна.

## Становништво
У попису становништва из 2011. године, Гориче је имало 81 становника.
| Број становника према пописима | Број становника према пописима | Број становника према пописима |
| ------------------------------ | ------------------------------ | ------------------------------ |
| 1991                           | 2002                           | 2011                           |
| 172                            | 73                             | 81                             |

Напомена: Године 1994. смањен за део насеља који је проглашен за ново самостално насеље Дилце.